# Аккуавіва-Коллекроче
Аккуавіва-Коллекроче (італ. Acquaviva Collecroce, хорв. Kruč) — муніципалітет в Італії, у регіоні Молізе,  провінція Кампобассо.
Аккуавіва-Коллекроче розташована на відстані близько 190 км на схід від Рима, 35 км на північ від Кампобассо.
Населення — 663 особи (2014).
Щорічний фестиваль відбувається 29 вересня. Покровитель — Santa Maria.

## Демографія
Населення за роками:

Станом на 1 січня 2023 року в муніципалітеті офіційно проживало 6 іноземців з 5 країн, серед них 6 громадян країн Євросоюзу.

## Сусідні муніципалітети
- Кастельмауро
- Гуардьяльфьєра
- Палата
- Сан-Феліче-дель-Молізе
- Тавенна